# Blooming Grove (Wisconsin)
Blooming Grove è un comune degli Stati Uniti, situato in Wisconsin, nella Contea di Dane.